# Distretto di Selendi
Il distretto di Selendi (in turco Selendi ilçesi) è uno dei distretti della provincia di Manisa, in Turchia.